# جولیو بلتی
جولیو بلتی (ایتالیایی: Giulio Belletti؛ زادهٔ ۲۳ مهٔ ۱۹۵۷) بازیکن والیبال اهل ایتالیا بود. وی در بازی‌های المپیک تابستانی ۱۹۸۰ شرکت کرده‌است.